# ريب أوينز
ريب أوينز (بالإنجليزية: Rip Owens)‏ هو لاعب كرة قدم أمريكية أمريكي، ولد في 9 ديسمبر 1894 في هيبرون في الولايات المتحدة، وتوفي في 22 أغسطس 1970 في أبلتون في الولايات المتحدة.